# Usnea antarctica
Espèce
Usnea antarctica ou Neuropogon antarcticus est une espèce de lichens de la famille des Parmeliaceae.